# 田村弘
田村 弘（たむら ひろし、1946年8月4日 - ）は、日本の政治家。元北海道滝川市長（2期）。旭日双光章受章。

## 来歴
北海道滝川高等学校卒。滝川市役所に入り、企画課長、商工農政部長、助役などを歴任し、2003年、滝川市長選挙に立候補して当選した。2007年に再選。2011年に落選した。その後2012年から2019年まで、國學院大學北海道短期大学部学長を務めた。2017年秋の叙勲で旭日双光章を受章。